# Lukou (Zhuzhou)
Koordinaten: 27° 42′ N, 113° 9′ O
Lukou (chinesisch 渌口区, Pinyin Lùkŏu Qū) ist ein chinesischer Stadtbezirk der bezirksfreien Stadt Zhuzhou in der Provinz Hunan. Die Fläche beträgt 1.381 Quadratkilometer und die Einwohnerzahl 303.100 (Stand: Ende 2018).